# Homérides
Les Homérides (« fils d'Homère ») sont, en Grèce antique, à l'époque archaïque, une organisation (genos) de rhapsodes originaires de Chios qui prétendaient descendre directement d'Homère,. Leur existence est attestée à partir du VIe siècle av. J.-C., mais il est possible qu'ils aient existé plus tôt. Une allusion de Platon à leur sujet laisse entendre qu'ils se consacraient à faire connaître les œuvres attribuées à Homère. Il est possible qu'ils aient joué un rôle important dans les premières mises par écrit du texte de l’Iliade et de l’Odyssée, mais aucune preuve ne permet de l'affirmer à coup sûr.

## Sources anciennes
- Harpocration, Lexique, entrée « Homérides ».
- Isocrate, Éloge d'Hélène, [X], 65.
- Pindare, Odes [détail des éditions] (lire en ligne), Néméenne II, 1-3.
- Platon :
  - Phèdre [détail des éditions] [lire en ligne], 252b ;
  - La République [détail des éditions] [lire en ligne], X, 599e ;
  - Ion, 530d-e.
- Scholie à Pindare, Néméenne II, 1.
- Strabon, Géographie [détail des éditions] [lire en ligne], XIV, 1, 35.